# Mysmenopsis dipluramigo
Mysmenopsis dipluramigo är en spindelart som beskrevs av Norman I. Platnick och Mohammad Umar Shadab 1978. Mysmenopsis dipluramigo ingår i släktet Mysmenopsis och familjen Mysmenidae.
Artens utbredningsområde är Panama. Inga underarter finns listade i Catalogue of Life.